# Маркина гора
Маркина гора (Костёнки XIV) — палеолитическое поселение возрастом около 37 тыс. лет близ села Костёнки Хохольского района Воронежской области. Находится на второй надпойменной террасе правого берега реки Дон, на мысу, носящем название Маркина гора. Относится к группе поселений Костёнковско-Борщёвские стоянки или Костёнковский комплекс стоянок.

## История раскопок
По информации кандидата исторических наук Андрея Александровича Синицына, раскопки на Маркиной горе привели к открытию ранее неизвестного пласта древнейших верхнепалеолитических памятников Восточной Европы, и получению неожиданных для этого времени археологических материалов. Возраст, по крайней мере, трёх культурных слоев определяется их стратиграфическим положением под горизонтом вулканического пепла, образование которого связывается с одним из мегаизвержений вулканической системы Флегрейских полей в Италии, датируемым 39 280 ± 110 лет. Радиоуглеродные и IRSL даты для этих культурных слоёв в пределах 34—44 тыс. лет и данные палинологического анализа не противоречат геологическому возрасту отложений. По ориньякоидному пути развития шли культуры, представленные в слоях III и IV на стоянке Костёнки-14. Под ориньякским слоем зафиксировано наличие трёх культурных слоёв, нижний из которых (IVб), свидетельствующий о ранее неизвестной культурной традиции, датируется возрастом 42—44 тыс. лет.
Слой II стоянки Костёнки 14 относится к городцовской археологической культуре. Предположение А. А. Синицына 1982 года о возможном отнесении инвентаря слоя III Костёнок 14 к городцовской культуре основывалось не на сходстве орудийных форм, а на противопоставлении коллекции раннему граветту типа II культурного слоя Костёнок 8.

## Материальная культура
В культурном слое найдены пластины, скребки, резцы, а также кости животных (в основном диких лошадей).
Два культурных слоя представляют собой остатки поселений возрастом 40 тысяч лет:
1. результат одноразовой загонной охоты;
2. связан с рыболовством, плетением сетей.

Очень развита костяная индустрия, орнаментальное искусство. Орнаментированные пронизки и раковины с искусственными отверстиями. Существование поселения прервано катастрофическим событием.
На стоянке Костёнки 14 в слое, залегающем ниже «горизонта в вулканическом пепле»,  связанного с извержением одной из вулканических систем в районе Неаполитанского залива около 40 тыс. лет до н. э., найден фрагмент второго левого ребра мамонта с засевшим в нём наконечником, сделанным из бивня мамонта.
В Костёнках 14 возраст культурного слоя составляет 42,3—41,3 тыс. лет назад. В самом нижнем культурном слое IVb обнаружили мастерскую по расщеплению камня и древнейшее долговременное поселение человека современного типа в Восточной Европе. Лощилообразные орудия из бивней, костей и рогов применялись для обработки кож и шкур (скорее всего — для разглаживания швов). Подвеска из раковины черноморского моллюска Tritia (Nassa) nitida (Nassarius nitidus) может свидетельствовать о торговых связях и, возможно, о происхождении древней популяции людей. В слое также найдены зубы моллюска и зубы акулы, видимо, принесённые на стоянку. Они могли использоваться в качестве украшений.

## Антропология и палеогенетика

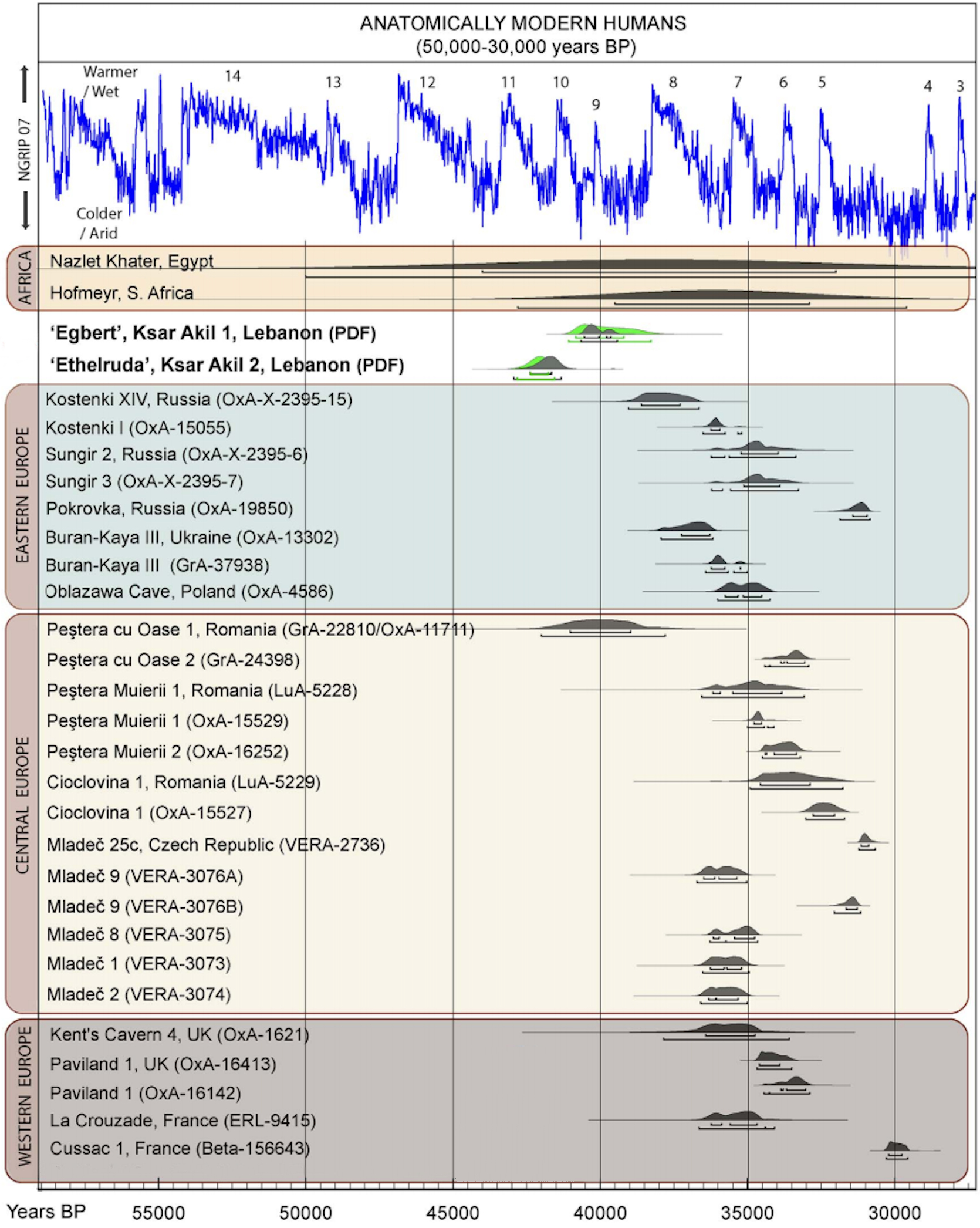
Анатомически современные люди в Европе и Африке, датированными напрямую, с калиброванными углеродными датами по состоянию на 2013 год

В третьем культурном слое в 1954 году было найдено погребение в неглубокой овальной могиле, содержавшее почти полный скорченный скелет 21-летнего мужчины K14, погребённого около 37 тыс. лет назад. Фактически труп был заколочен в небольшую траншею. Видимо, человек был положен в землю связанным, с руками, подтянутыми к груди; один палец погребённого оказался засунутым в рот. Ни один предмет не был положен с ним в могилу. Его рост небольшой — 160 см. Объём его мозговой полости маленький — 1165 см³.
Человеческие останки отличал невысокий рост (160 см), узкое лицо, широкий нос, прогнатизм. Однако позднее население костёнковских стоянок имеет уже кроманьоидный облик. Г. Ф. Дебец писал, что также как «негроиды Гримальди» предшествовали кроманьонскому варианту из Гримальдийских гротов, также Костёнки-14 предшествовал представителю собственно кроманьонского типа Костёнки-2.
По строению тела и внешнему облику человек с Маркиной горы принципиально не отличался от современных людей. По большинству исследованных метрических характеристик и значений указателей строение посткраниального скелета К-14 не выходит за пределы вариаций современного человека.
Имеются некоторые тропические черты: очень узкая черепная коробка, низкое и узкое лицо, резкое выступание лица вперед, очень широкий нос. Дополнительное краниологическое обследование черепа К14 выявило европейский комплекс признаков без заметной экваториальной тенденции. Сильно выступающие носовые кости схожи с костями будущих европейцев. Вероятно «южным» (тропическим) признаком можно  признать только значительное выступание верхней челюсти. Все остальные признаки могут быть проявлениями нормальной изменчивости. Изображения костей обеих рук К14, полученные методами микротомографии и радиологической микроскопии, показали почти полное отсутствие внутри трубчатых костей костномозгового пространства. К14 умер от ранения в живот, что могло быть результатом трагических обстоятельств или, возможно, жертвоприношения. Он был похоронен с согнутыми в коленях ногами, неестественно плотно поджатыми к животу, а руки были прижаты к груди.
Тело умершего было спеленато или связано и засыпано охрой, ряды костных бус и песцовых зубов. Костюм — кожаная (замшевая) или меховая рубашка (типа малицы, надевавшейся через голову), кожаные длинные штаны и сшитая с ними кожаная обувь (мокасины). Головной убор представлял собой шапку расшитую песцовыми зубами.
Маленький объём мозговой капсулы черепа из Костёнок-14 говорит об инородности данной находки среди других верхнепалеолитических неоантропов. По данным многомерного анализа череп Костёнки-14 оказывается рядом с черепом Сунгирь-1 и вблизи находок из Грота Детей и пещеры Кро-Маньон, но метрические характеристики и визуальный анализ свидетельствуют об отсутствии сходства между этими формами. Конституциональный габитус человека из Костёнок-14 отличающийся малым весом, низкорослостью, грацильностью, малой плотностью тела, является противоположным вариантом скелету из Оберкасселя. Особенности телосложения человека из Костёнок-14 прямо противоположны и особенностям человека из Сунгиря, отличающегося брахиморфией, большим ростом, большим условным показателем объёма и высоким отношением массы тела к его поверхности. Возможно, находка человека на Маркиной горе представляет собой свидетельство раннего проникновения на Русскую равнину представителя популяции, не приспособленной к жизни даже в условиях потепления. В. П. Алексеев также высказывался о возможном неавтохтонном происхождении К-14.
Череп маркинца похож на череп из местонахождения Таза I в Алжире, который датируется возрастом 16,1 тыс. лет назад.
Значение изотопа углерода δ13C у Костёнки-14 = –19,4 ‰, изотопа азота δ15N = +13,5 ‰.
У человека из Костёнок-14 определена митохондриальная гаплогруппа U2, распространённая в современных популяциях на территории Европы, Северной Африки и Западной Азии) (субклад U2*) и Y-хромосомная гаплогруппа C1b-F1370 (субклад C1b1-K281>Z33130>Z33130*, выявленный у современных жителей Китая. Линия C1b1-K281, к которой относится Kostenki 14, отделилась от австралийско-папуасской линии C1b-Z31885 примерно 47 300 лет назад). Геном К14 секвенировали с покрытием 2,806×. 3,60% генома К14 имеет неандертальское происхождение (95%-й доверительный интервал от 2,70% до 4,40%), примеси денисовской ДНК нет совсем. У Kostenki 14 с высокой вероятностью цвет глаз был карим (>0,99) и с высокой вероятностью были тёмные волосы (0,60—0,99). Он имел только темнокожие аллели в позиции rs16891982. В позиции rs1426654 у Kostenki 14 было четыре аллеля тёмной кожи и один аллель светлой пигментации.